# Madonna del Sasso (Piemont)
Madonna del Sasso (piemontiul: Madòna dla Pera vagy Bolèj) település Olaszországban, Piemont régióban. Lakosainak száma 356 fő (2023. január 1.). Madonna del Sasso Cellio con Breia, Cesara, Pella, San Maurizio d’Opaglio, Varallo Sesia, Arola, Civiasco, Pogno és Valduggia községekkel határos.

## Népesség
A település népességének változása:
| Lakosok száma | 392  | 393  | 356  |
|               | 2017 | 2018 | 2023 |